# Joakim Olsson
Joakim Olsson (29 settembre 1972) è un ex calciatore svedese, di ruolo portiere.

## Carriera

### Club
Olsson vestì la maglia dell'Häcken, prima di trasferirsi in prestito al Lillestrøm. Tornò poi all'Häcken, per poi accordarsi con il Västra Frölunda. Nel 2007 passò in prestito al Göteborg, per poi tornare al Västra Frölunda, dove chiuse la carriera.